# The Novella Reservoir
The Novella Reservoir — шестой студийный альбом группы Novembers Doom, вышедший в 2007 году.

## Об альбоме
The Novella Reservoir продолжил уход жанра группы от дум-метал составляющей и прибавления дэт-метал элементов.
Специальное издание этого альбома содержало 84 страницы полно-цветной книги, которая содержала объяснение лирики, фотографии группы, наклейки, фото группы с автографом и сумку.

## Список композиций
1. «Rain» — 4:16
2. «The Novella Reservoir» — 5:23
3. «Drown the Inland Mere» — 6:00
4. «Twilight Innocence» — 5:59
5. «The Voice of Failure» — 5:52
6. «They Were Left to Die» — 5:30
7. «Dominate the Human Strain» — 5:30
8. «Leaving This» — 7:28

## Участники записи
- Paul Kuhr — вокал
- Larry Roberts — гитара
- Vito Marchese — гитара
- Joe Nunez — ударные, перкуссия
- Chris Djuricic — бас-гитара